# Dasha Nekrasova
Pour les articles homonymes, voir Nekrassov.
Daria Dmitrievna Nekrasova (en russe : Дарья Дмитриевна Некрасова ; en biélorusse : Дар’я Дзмітрыеўна Някрасава, Daria Dzmitryewna Niakrassava), dite Dasha Nekrasova, née le 19 février 1991 à Minsk, est une comédienne biélorusso-américaine. Elle co-anime le podcast Red Scare (en français, « Peur rouge »).

## Jeunesse
Fille d'acrobates, Nekrasova émigre avec ses parents à Las Vegas à l'âge de 4 ans. Elle obtient un diplôme de sociologie et d'anthropologie du Mills College en 2012. Elle vit désormais à New York.
En 2015, elle publie à compte d'auteur un recueil de poèmes intitulé Feeling Worse About the Same (en français, « se sentir plus mal à propos de la même chose »).

## Carrière
Après des apparitions dans des productions à petit budget, Nekrasova se fait connaître en 2018 par son rôle dans Wobble Palace, un long-métrage qu'elle a co-écrit. Le film est nommé pour un prix à South by Southwest l'année de sa sortie. Elle est choisie pour jouer le rôle de Mimi dans Black Earth, le premier film du réalisateur Riley Lynch.
Nekrasova est connue pour son activité de commentatrice politique marquée à gauche. Elle co-anime avec Anna Kachiyan le podcast culturel et politique Red Scare. Un article du site internet The Cut présente Red Scare comme « une critique de l'intérieur du féminisme et du capitalisme ». L'émission reçoit des personnalités du milieu de la culture new-yorkais. Nekrasova se dit partisane du « feminisme Venmo », du nom de la plateforme de paiement. Une vidéo où elle apparaît interviewée par une journaliste du site d'information indépendant InfoWars est devenue virale. Son attitude jugée hautaine par les internautes et sa tenue d'écolière japonaise lui ont valu le sobriquet de « Sailor Socialism ». La séquence a été reprise dans l’émission Last Week Tonight with John Oliver.

## Filmographie

### Télévision
- 2014 : Cotton : Sasha
- 2018 : The Special Without Brett Davies : Maria Black (1 épisode)
- 2019 : Mr. Robot : Celeste (1 épisode)
- 2019 : Cake : Barbara (1 épisode)
- 2019 : Dickinson : Ellen Mandeville Grout (1 épisode)
- 2019 : Oh Jerome, No (1 épisode)
- 2021 :  Le Serpent : Connie-Jo Bronzich (1 épisode)
- 2021 : Succession : Comfrey (9 épisodes)

### Cinéma
- 2017 : Steps de Fernando Sanchez et Pascual Sisto : une des orphelines
- 2018 : Wobble Palace d'Eugene Kotlyarenko
- 2018 : Softness of Bodies de Jordan Blady : Charlotte Parks
- 2019 : The Ghost Who Walks de Cody Stokes : Mitzie
- 2019 : Sunday Girl de Peter Ambrosio : Natasha
- 2021 : The Scary of Sixty-First (en) d'elle-même
- 2023 : Bad Behaviour d'Alice Englert :
- 2023 : La Bête de Bertrand Bonello : Dakota
- 2025 : Materialists de Celine Song : Daisy

### Réalisatrice et scénariste
- 2021 : The Scary of Sixty-First (en) coécrit avec Madeline Quinn

### Doublage
- 2019 :  Disco Elysium : Klaasje[6]